# Bešinci
Bešinci su naselje u Republici Hrvatskoj u Požeško-slavonskoj županiji, u sastavu općine Kaptol.

## Zemljopis
Bešinci se nalaze sjeveroistočno od Kaptola na južnim padinama Papuka,  susjedna naselja su Doljanovci na zapadu, Novi Bešinci na jugu te Podgorje na istoku.

## Stanovništvo
Prema popisu stanovništva iz 2001. godine Bešinci su imali 111 stanovnika.
| broj stanovnika | 110   | 127   | 117   | 124   | 136   | 168   | 165   | 182   | 167   | 188   | 185   | 136   | 115   | 89    | 111   | 88    | 50    |
|                 | 1857. | 1869. | 1880. | 1890. | 1900. | 1910. | 1921. | 1931. | 1948. | 1953. | 1961. | 1971. | 1981. | 1991. | 2001. | 2011. | 2021. |

## Poznate osobe
- Nada Prkačin, hrvatska ratna izvjestiteljica, autorica dokumentarnih filmova i televizijska novinarka[4]